# Camponotus christophei
Camponotus christophei é uma espécie de inseto do gênero Camponotus, pertencente à família Formicidae.